# 원덕황후
원덕황후 이씨(元德皇后 李氏, 943년 ~ 977년 4월 8일(음력 3월 12일))는 북송 태종(太宗)의 측실이며, 진종(眞宗)의 어머니이다. 후궁 신분으로 사망하였으나 진종이 즉위하여 황태후로 추숭되었다.

## 생애
이영(李英)의 딸로 태어났다. 용모가 아름답고 덕행이 있어 태조 조광윤이 동생인 태종 조광의에게 이씨를 측실로 주었다. 이후 농서현군에 봉해졌다가 태종이 즉위하자 농서군부인(隴西郡夫人)으로 진봉되었다. 태종과의 사이에서 2남 2녀를 낳았는데, 태종의 장남인 한왕 조원좌(趙元佐)와 태종의 뒤를 이어 황제로 즉위하는 진종(眞宗)이다. 2명의 딸은 조졸하였다.
977년(태평흥국 2년) 사망하였다.

### 사후
997년 5월, 진종이 즉위하자 현비(賢妃)로 추서되었으며 같은해 12월 황태후로 추봉되었다.
998년(함평 원년), 진종이 원덕(元德)의 시호를 내리고 황후로 추존하였으며, 1000년(함평 3년) 태종의 묘인 영희릉(永熙陵)에 이장하였다. 1008년(대중상부 원년) 진종은 원덕황후의 아버지인 이영을 검교태위로 추증하고 어머니를 위국부인으로 추증하였으며 이후 태종의 태묘에 합사되었다.

## 가족 관계

### 부모
- 부 : 이영(李英)
- 모 : 위국부인(魏國夫人)

### 남편
- 태종(太宗, 939년 ~ 997년)

### 자녀
1. 한공헌왕(漢恭憲王) 조원좌(趙元佐, 965년 ~ 1027년)
2. 진종(眞宗) 조항(趙恒, 968년 ~ 1022년)